# Asbóth Gottfried János
Asbóth Gottfried János (Sopron, 1735. november 10. – Sopron, 1784. május 1.) evangélikus lelkész.

## Élete
Nagyapja – szintén János – Thököly Imre udvari prédikátora volt. Tanulmányait szülőföldjén  végezte; később, 1758-ban abban az iskolában a szintaxis tanítására vagyis szubrektorságra nevezték ki. 1760-ban búcsút vett hivatalától és Tübingenbe ment az egyetemre. Ott két évet töltött teológiatanulással, majd visszatért szülőföldjére, ahol 1764-től 1766-ig tanított a retorikát mint conrector. Innen Nemescsóra hívták meg lelkésznek, mely hivatalát 1783-ig viselte; innen Kőszegre, később Sopronba ment lelkésznek.

## Művei
- Christliche Stand-Rede, welche bei Legung des Grundsteines des neu zu erbauenden Bethauses der Günser Gemeine ist gehalten worden. Oedenburg (ma Sopron) 1783.
- Die erste Predigt bei der glücklichen Eröffnung des freyen Gottesdienstes in der evang. Günser Gemeine im Jahre. Oedenburg (ma Sopron) 1783.